# Milos Raonic
Milos Raonic (Titograd, Iugoslàvia, 27 de desembre de 1990) és un jugador professional de tennis canadenc d'origen montenegrí que va créixer a Thornhill, Ontario. Aviat va esdevenir el tennista canadenc amb millor rànquing individual des de l'Era Open, arribant a la sisena posició, l'únic en entrar al Top 10. Ha guanyat set títols individuals, tots sobre pista dura, i va ajudar l'equip canadenc de Copa Davis a obtenir el seu millor resultat l'any 2013 arribant a semifinals.
Raonic prefereix jugar en pistes dures, de fet només ha disputat finals sobre aquesta superfície. Des de finals de 2010 fins a maig de 2013, va ser entrenat per l'exjugador professional espanyol Galo Blanco a Barcelona. Raonic és entrenat per l'ex-tennista croat Ivan Ljubičić. Estadísticament, el seu servei és un dels més forts del circuit. El 2012, va exercir més aces per partit i va guanyar un percentatge més alt dels jocs de servei que qualsevol altre jugador.

## Biografia
Nascut a Titograd, Iugoslàvia (ara Podgorica, Montenegro), Raonic es va traslladar al Canadà amb la seva família quan tenia tres anys, aprenent a jugar al Club de Tennis Bramalea a Brampton. Té un germà (Momir) i una germana (Jelena) que van tornar a Montenegro amb la seva família a excepció dels seus pares que continuen vivint i treballant al Canadà.
El 2012 es va instal·lar en un apartament de 50 m² a Montecarlo, molt a prop dels també tennistes Novak Đoković i Caroline Wozniacki.

## Torneigs de Grand Slam

### Individual: 1 (0−1)
| Resultat  | Núm. | Any  | Torneig   | Oponent       | Marcador            |
| --------- | ---- | ---- | --------- | ------------- | ------------------- |
| Finalista | 1.   | 2016 | Wimbledon | Andrew Murray | 4−6, 6−7(3), 6−7(2) |

## Palmarès: 8 (8−0)

### Individual: 23 (8−15)
| Llegenda (pre/post 2009)                                 |
| -------------------------------------------------------- |
| Grand Slams (0−1)                                        |
| Tennis Masters Cup / ATP Finals (0−0)                    |
| ATP Masters Series / ATP World Tour Masters 1000 (0−4)   |
| ATP International Series Gold / ATP World Tour 500 (1−6) |
| ATP International Series / ATP World Tour 250 (7−4)      |

| Títols per superfície |
| --------------------- |
| Dura (8−11)           |
| Gespa (0−3)           |
| Terra batuda (0−1)    |

| Resultat  | Núm. | Data                   | Torneig                     | Superfície   | Oponent en la final   | Marcador               |
| --------- | ---- | ---------------------- | --------------------------- | ------------ | --------------------- | ---------------------- |
| Guanyador | 1.   | 13 de febrer de 2011   | San Jose, Estats Units      | Dura (i)     | Fernando Verdasco     | 7−6(6), 7−6(5)         |
| Finalista | 1.   | 20 de febrer de 2011   | Memphis, Estats Units       | Dura (i)     | Andy Roddick          | 6−7(7), 7−6(11), 5−7   |
| Guanyador | 2.   | 8 de gener de 2012     | Chennai, Índia              | Dura         | Janko Tipsarević      | 6−7(4), 7−6(4), 7−6(4) |
| Guanyador | 3.   | 19 de febrer de 2012   | San Jose (2)                | Dura (i)     | Denis Istomin         | 7−6(3), 6−2            |
| Finalista | 2.   | 26 de febrer de 2012   | Memphis (2)                 | Dura (i)     | Jürgen Melzer         | 5−7, 6−7(4)            |
| Finalista | 3.   | 7 d'octubre de 2012    | Tòquio, Japó                | Dura         | Kei Nishikori         | 6−7(5), 6−3, 0−6       |
| Guanyador | 4.   | 17 de febrer de 2013   | San Jose (3)                | Dura (i)     | Tommy Haas            | 4−6, 3−6               |
| Finalista | 4.   | 11 d'agost de 2013     | Canadà, Canadà              | Dura         | Rafael Nadal          | 2−6, 2−6               |
| Guanyador | 5.   | 29 de setembre de 2013 | Bangkok, Tailàndia          | Dura (i)     | Tomáš Berdych         | 7−6(4), 6−3            |
| Finalista | 5.   | 6 d'octubre de 2013    | Tòquio (2)                  | Dura         | Juan Martín del Potro | 6−7(5), 5−7            |
| Guanyador | 6.   | 3 d'agost de 2014      | Washington DC, Estats Units | Dura         | Vasek Pospisil        | 6−1, 6−4               |
| Finalista | 6.   | 5 d'octubre de 2014    | Tòquio (3)                  | Dura         | Kei Nishikori         | 6−7(5), 6−4, 4−6       |
| Finalista | 7.   | 2 de novembre de 2014  | París, França               | Dura (i)     | Novak Đoković         | 2−6, 3−6               |
| Finalista | 8.   | 11 de gener de 2015    | Brisbane, Austràlia         | Dura         | Roger Federer         | 4−6, 7−6(2), 4−6       |
| Guanyador | 7.   | 27 de setembre de 2015 | Sant Petersburg, Rússia     | Dura (i)     | João Sousa            | 6−3, 3−6, 6−3          |
| Guanyador | 8.   | 10 de gener de 2016    | Brisbane                    | Dura         | Roger Federer         | 6−4, 6−4               |
| Finalista | 9.   | 20 de març de 2016     | Indian Wells, Estats Units  | Dura         | Novak Đoković         | 2−6, 0−6               |
| Finalista | 10.  | 19 de juny de 2016     | Londres, Regne Unit         | Gespa        | Andy Murray           | 7−6(5), 4−6, 3−6       |
| Finalista | 11.  | 10 de juliol de 2016   | Wimbledon, Regne Unit       | Gespa        | Andy Murray           | 4−6, 6−7(3), 6−7(2)    |
| Finalista | 12.  | 26 de febrer de 2017   | Delray Beach, Estats Units  | Dura         | Jack Sock             | Renúncia               |
| Finalista | 13.  | 7 de maig de 2017      | Istanbul, Turquia           | Terra batuda | Marin Čilić           | 6−7(3), 3−6            |
| Finalista | 14.  | 17 de juny de 2018     | Stuttgart, Alemanya         | Gespa        | Roger Federer         | 4−6, 6−7(3)            |
| Finalista | 15.  | 29 d'agost de 2020     | Cincinnati, Estats Units    | Dura         | Novak Đoković         | 6−1, 3−6, 4−6          |

### Dobles: 1 (0−1)
| Llegenda (pre/post 2009)                                 |
| -------------------------------------------------------- |
| Grand Slams (0−0)                                        |
| Tennis Masters Cup / ATP Finals (0−0)                    |
| ATP Masters Series / ATP World Tour Masters 1000 (0−0)   |
| ATP International Series Gold / ATP World Tour 500 (0−0) |
| ATP International Series / ATP World Tour 250 (0−1)      |

| Títols per superfície |
| --------------------- |
| Dura (0−0)            |
| Gespa (0−1)           |
| Terra batuda (0−0)    |

| Resultat  | Núm. | Data               | Torneig         | Superfície | Parella     | Oponents en la final               | Marcador            |
| --------- | ---- | ------------------ | --------------- | ---------- | ----------- | ---------------------------------- | ------------------- |
| Finalista | 1.   | 12 de juny de 2011 | Halle, Alemanya | Gespa      | Robin Haase | Rohan Bopanna Aisam-ul-Haq Qureshi | 6−7(8), 6−3, [9−11] |

## Trajectòria

### Individual
| Open d'Austràlia | A   | 4R    | 3R    | 4R          | 3R          | QF          | SF    | QF          | 1R          | QF          | QF          | 4R  | A   | A  | 1R | 0 / 11    | 34 − 11   |
| Roland Garros | A   | 1R    | 3R    | 3R          | QF          | A           | 4R    | 4R          | A           | A           | A           | A   | A   | A  |    | 0 / 6     | 14 − 6    |
| Wimbledon | A   | 2R    | 2R    | 2R          | SF          | 3R          | F     | QF          | QF          | 4R          | NC          | A   | A   | 2R |    | 0 / 10    | 28 − 10   |
| US Open | 1R  | A     | 4R    | 4R          | 4R          | 3R          | 2R    | A           | 4R          | A           | 2R          | A   | A   | 1R |    | 0 / 9     | 16 − 9    |
| Jocs Olímpics | NC  | NC    | 2R    | No celebrat | No celebrat | No celebrat | A     | No celebrat | No celebrat | No celebrat | No celebrat | A   | NC  | NC |    | 0 / 1     | 1 − 1     |
| ATP World Tour Finals | A   | A     | A     | A           | RR          | A           | SF    | A           | A           | A           | A           | A   | A   |    |    | 0 / 2     | 2 − 4     |
| Total Victòries−Derrotes                                                                                                   | 4−6 | 31−19 | 45−20 | 45−21       | 49−20       | 33−16       | 52−17 | 29−12       | 32−15       | 22−14       | 23−9        | 7−5 | 0−0 |    |    | 369 − 172 | 369 − 172 |
| Rànquing a final d'any | 156 | 31    | 13    | 11          | 8           | 14          | 3     | 24          | 18          | 31          | 14          | 70  | −   |    |    |           |           |
| Llegenda: G: Guanyador; F: Finalista; SF: Semifinalista; QF: Quarts de final; Q: Qualificació; A: Absent; RR: Round Robin; |     |       |       |             |             |             |       |             |             |             |             |     |     |    |    |           |           |

## Guardons
- Millor tennista novell de l'any ATP (2011)
- Millor tennista masculí canadenc de l'any (2011, 2012, 2013, 2014)